# Peñacerrada
Peñacerrada (baskisch Urizaharra; offiziell Peñacerrada-Urizaharra) ist ein Ort und eine 302 Einwohner (Stand: 2024) zählende nordspanische Gemeinde in der Provinz Álava im Baskenland. Zur Gemeinde gehören neben dem Hauptort Peñacerrada-Urizaharra die Ortschaften Baroja mit Zumentu, Faido/Faidu, Loza, Montoria und Payueta/Pagoeta.

## Lage und Klima
Peñacerrada liegt im von bewaldeten Bergen Tal des Río Inglares in einer Höhe von ca. 750 m. Die Provinzhauptstadt Vitoria-Gasteiz liegt etwa 35 km (Fahrtstrecke) nordnordöstlich. Das Klima ist gemäßigt bis warm.

## Bevölkerungsentwicklung
| Jahr      | 1970 | 1981 | 1991 | 2001 | 2011 | 2021 |
| Einwohner | 392  | 214  | 222  | 248  | 287  | 299  |

## Sehenswürdigkeiten
- Marienkirche (Iglesia de Nuestra Señora de la Peña) in Faido
- Himmelfahrtskirche (Iglesia de Nuestra Señora de la Asunción) in Peñacerrada
- Befestigtes Tor in Peñacerrada
- Rathaus in Peñacerrada
- Heimatmuseum

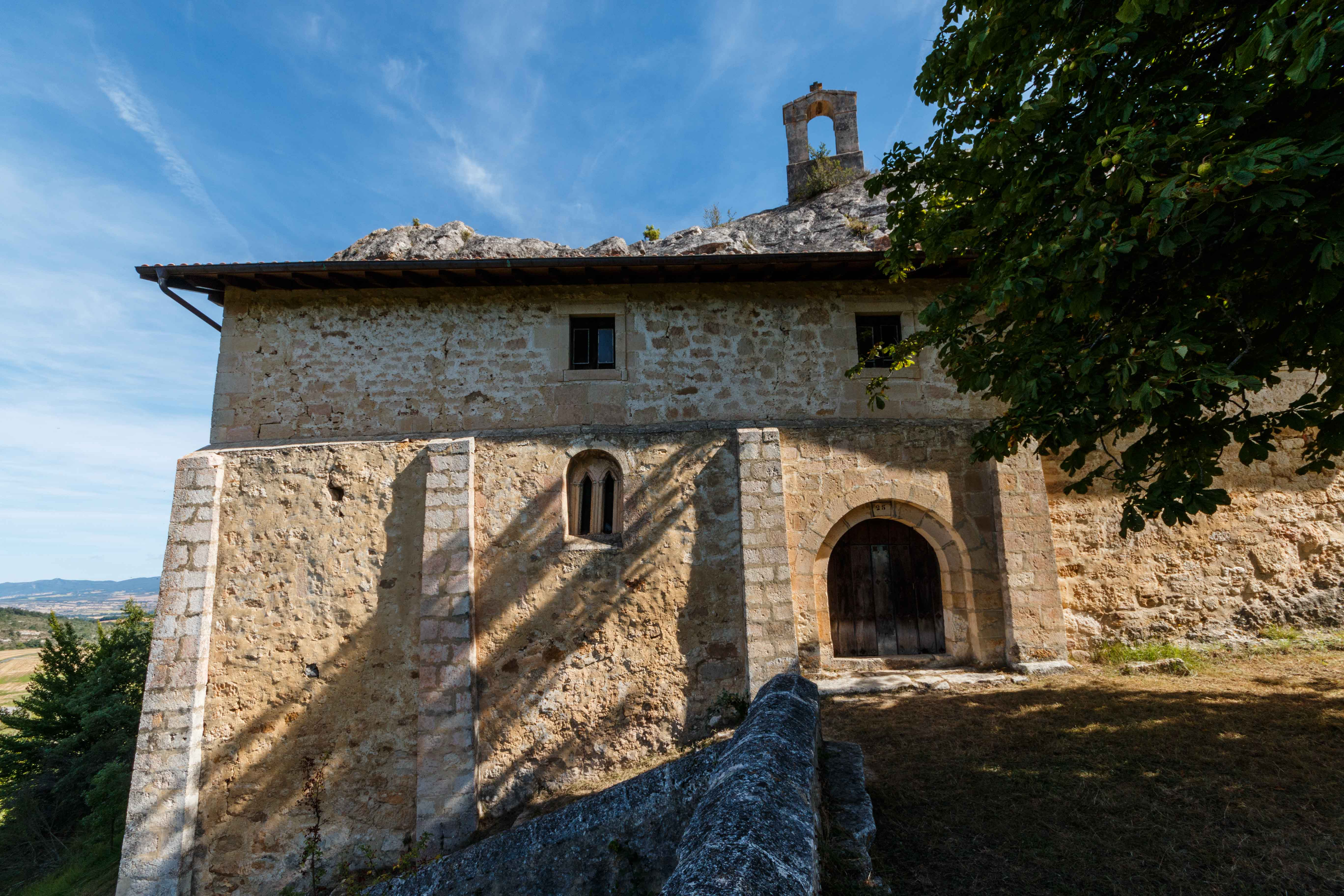
Marienkirche von La Peña
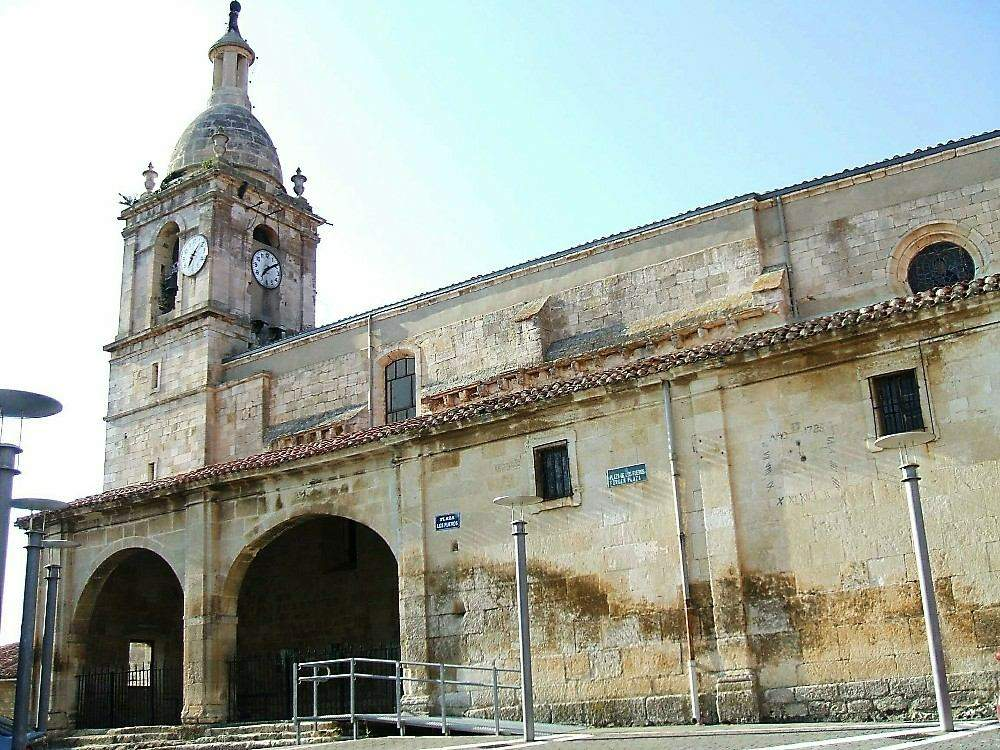
Himmelfahrtskirche von Peñacerrada-Urizaharra
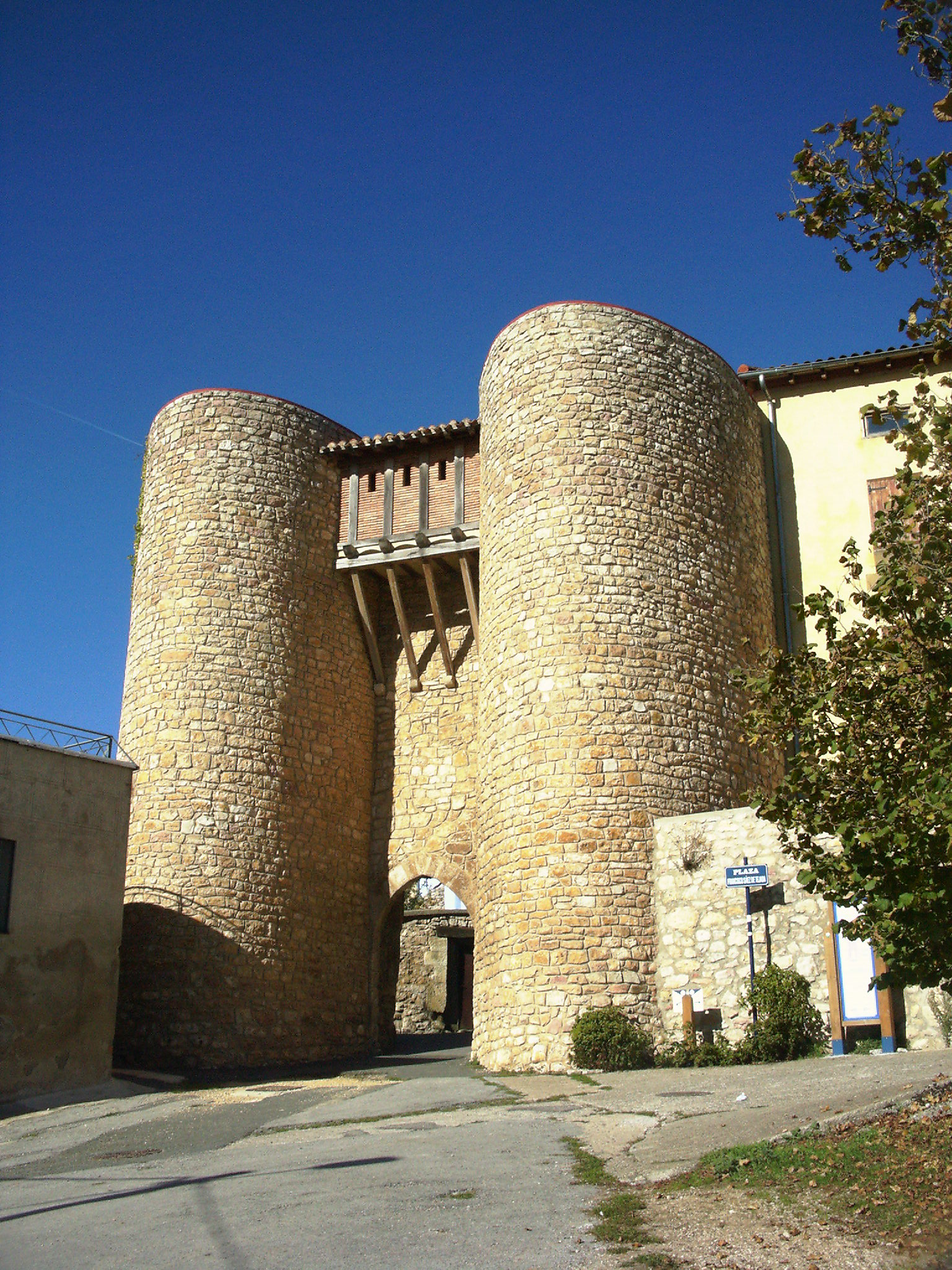
Befestigtes Tor
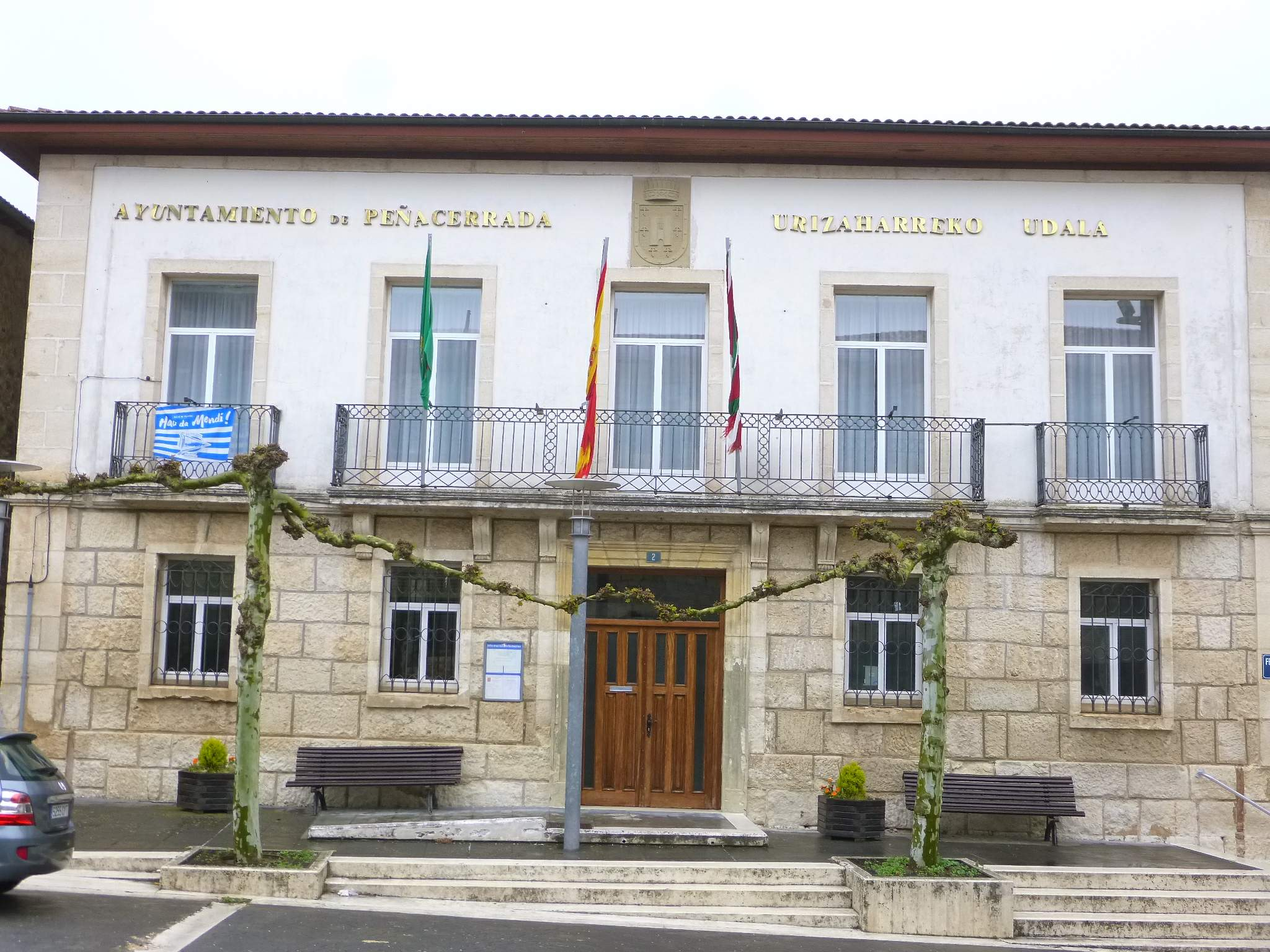
Rathaus
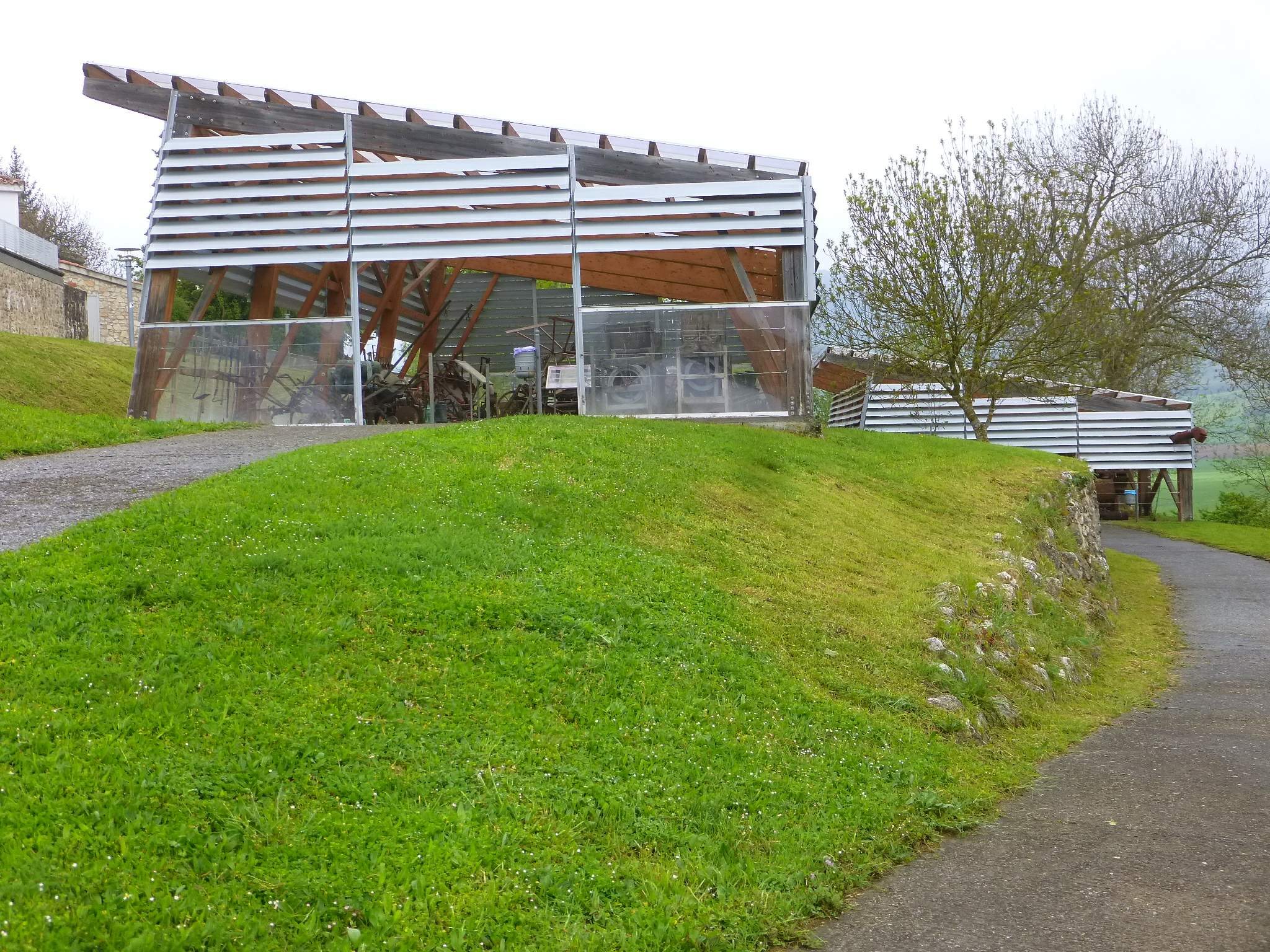
Heimatmuseum